# Geschiedenis van Bellewaerde
Dit artikel behandelt de geschiedenis van het Belgische dieren- en attractiepark Bellewaerde te Ieper. 

## Toeristisch Centrum Bellewaerde
Het Toeristisch Centrum Bellewaerde werd op 3 juli 1954 geopend in Zillebeke door de familie Florizoone, tevens de stichters van Meli Park, als een pret- en themapark met als thema safari. In 1969 werd het park hernoemd tot Safari Bellewaerde. Het park werd oorspronkelijk gestart als dierentuin en safaripark. Het park opende voor volwassenen als vogelpark, waar ze konden kijken naar exotische vogels, en voor kinderen als Kabouterland (Land van de Dwergen) met mechanische poppen.
In oktober 1967 stierf Albert Florizoone en nam zijn vrouw Maria, samen met hun drie zonen, de leiding over het park. Ze besloten om het park om te bouwen tot een echt safaripark. In de jaren daaropvolgend werd hier volop in geïnvesteerd.
In 1969 maakte olifant Mony zijn debuut, was er de opening van de wandelsafari door minister Paul Breyne en opende de Jungle Adventure (later Voodoo River en tegenwoordig Jungle Mission). Deze tow boat ride voer de bezoeker door een junglelandschap heen. In 1970 ontstond een idyllisch tafereeltje tussen leeuwenwelpje Clarence en straathondje Bobbie, die een onafscheidelijke vriendschap hadden.
In 1971 veranderde de naam opnieuw, deze keer naar Bellewaerde Park. De safari werd verder uitgebreid in 1972 met een treintje dat door het nieuwe leeuwenverblijf reed. Verder hierop inspelend volgde al snel een uitbreiding van de dierentuin en kwamen er sinds 1974 Bengaalse tijgers, giraffen, antilopen, flamingo's, gnoes en andere exotische dieren bij.

## Attractiepark
Na alle voorbereidingen, studiereizen en een grondig marktonderzoek, maakte men echt plaats voor de ontwikkeling naar een attractiepark. Men hoopte zo meer tieners en families aan te trekken. In 1978 verscheen een nieuwe zone, de Jungle, met tal van watervallen en met meer dan 200 exotische planten op een stuk regenwoud dat de exotische vogels huisvestte.
In 1980 opende River Splash, de tweede boomstamattractie in België, die nog steeds open is. De eerste attractie van hetzelfde type in België was in 1978 te Walibi.
Een jaar later, in 1981, verscheen een nieuw thema in het park: Frontier City (later omgedoopt tot Far West). Dit thema huisvestte een dorp met cowboys in een saloon, enkele winkels en een aantal attracties, zoals Oldtimers, Enterprise en Keverbaan.
Suske en Wiske maakten in 1982 hun opwachting als Vlaamse striphelden in de bootjesrivier, waar bezoekers in een aangepaste versie van de Jungle Adventure het 73e stripalbum Het zoemende ei konden ontdekken.
Via Monorail, die operationeel werd in 1983, konden de bezoekers de gebieden Far West en Jungle vanuit de lucht bekijken. De monorail was afkomstig van het Ieperse bedrijf Mahieu.
Ook de allereerste werkende Boomerang ter wereld staat sinds 1984 in dit park, te midden van een gloednieuwe themazone Mexico: een Mexicaans dorp met winkels, restaurants en flora die de sfeer van Mexico imiteren. De Boomerang was de tweede achtbaan in het park en was afkomstig van Vekoma. Ook ging de eerste duikshow in première: de Acapulco Show, met stunts en fratsen van clowns.
In 1985 ging de zone Pepinoland open.
In 1986 startte het seizoen op Plaza Tico Tico in de zone Mexico met de nieuwe Tico Tico Show, een show met animatronics, gebouwd door Space Leisure. Er vond een grote brand plaats in het cowboydorp, die de attracties Enterprise en Cinema 180 volledig vernielden. Aangezien het park bleef groeien, volgde er ook een uitbreiding: Bellewaerde wist 27 hectare grond extra aan te kopen, waarvan 12 hectare opengesteld werd voor het publiek met nieuwe attracties: Piratenboot (1987), Shooting Gallery (1987), Octopus (1987), Bengal Rapid River (1988), Peter Pan (1989) en Big Chute (1989). Bengal Rapid River (een rapid river) was hierbij de speciaalste, met watervallen, vervallen tempels en andere effecten. Rond deze attractie ontstond de nieuwe themazone India. Hiervoor werden ook de treintjes verplaatst van Pepinoland naar het nieuwe gebied achter de Bengal Rapid River. Er werd ten slotte een nieuwe show geïntroduceerd, de Florida Waterskishow.

## Overname door Walibi en Six Flags
In 1990 werd het park opgenomen binnen de Walibi Group, die ook onder andere Mini-Europa, Walibi Belgium, Walibi Flevo en Océade beheerde. Dit ging gepaard met heel wat renovaties en opwaarderingen en weer enkele nieuwe primeurs. Pepinoland werd volledig gerenoveerd en een nieuwe attractie zag het licht: de Koffietassen.
In 1991 opende een nieuwe darkride met piratenthema de deuren: Los Piratas. De attractie was geïnspireerd op Pirates of the Caribbean van Disney.
Ter ere van de 40e verjaardag van het park in 1994, werden tal van evenementen opgezet. Zo werd de burcht versierd met zo'n 200.000 bloemen.
In 1995 pakte het park, na drie jaar zonder nieuwigheden, uit met de Niagara, een grote Shoot-the-Chute van de fabrikant Interlink, waarbij een boot een daling maakt en zo een grote golf creëert. Bij deze gelegenheid huldigde Bellewaerde het nieuw themagebied Canada in.
In 1997 werd de bootattractie rond Suske en Wiske omgevormd naar een nieuw thema: Voodoo River. De attractie Octopus werd gerenoveerd en het apeneiland met een kolonie kapucijnaapjes werd voorgesteld aan het grote publiek. De Indianashow verving de Acapulco Duikshow.
Eind 1998 werd de hele groep overgenomen door Premier Parks, dat in 2000 hernoemd werd tot Six Flags. Door de nieuwe overname gebeurden een reeks investeringen en enkele nieuwe attracties openden in 1999 de deuren: het Magische Huis van Houdini van Vekoma, Screaming Eagle en de Flying Carrousel. Deze brachten een investering met zich mee van 6,2 miljoen euro. Intussen werden ook nieuwe dierenverblijven, waaronder dat van de olifanten, toegevoegd tussen 1999 en 2004.
In oktober 2001 startte het park met de festiviteiten rond Halloween.
Met de seizoensopening van 2002 werd Pepinoland volwaardig gerenoveerd tot KidsPark in 2003. Attracties voor de kleinsten zoals de Kikker, de Expresstrein, de Vlinders, de Tuff Tuff, de Gekke Koets, het Minirad en de Dansende Ballonnen werden hier toegevoegd. Deze toevoegingen hadden een gezamenlijk kostenplaatje van 2,5 miljoen euro.

## Compagnie des Alpes
In 2004 werd de Europese tak van Six Flags verkocht aan Palamon Capital Partners, die de acht pretparken verzamelde onder de naam StarParks.
Tevens werd de 50e verjaardag van het park gevierd. Dit ging gepaard met een bezoek van het Florilegio Circus tussen april en augustus. Op diverse locaties in het park werden evenementen georganiseerd.
El Volador was de nieuwe attractie voor 2005: de wereldpremière van de Topple Tower. De attractie verving de Dancing Queen die verkocht werd aan het Nederlands attractiepark De Valkenier (pretpark). Tevens organiseerde men voor het eerst een winteropening met aangepast decor. Onder de noemer Winter Bellewaerde opende het park de deuren aan de helft van de prijs, maar met een kleiner aantal attracties die geopend waren.
In zomerseizoen 2006 waren er twee nieuwe attracties voor de Mexicozone: El Toro, een breakdance nabij El Volador, en een 4D-cinema in het vroegere Tico Tico Theater. StarParks werd intussen overgenomen door Compagnie des Alpes, een Franse eigenaar, die het park, samen met de andere Walibiparken, tot op vandaag beheert.
In 2007 werd afscheid genomen van de Monorail. Deze had zijn beste tijd gehad, was te duur geworden om deze te laten renoveren en begon onveilig te worden door opkomende metaalmoeheid. Een nieuwe animatiefilm werd geprojecteerd in de 4D-bioscoop: Fly Me to the Moon. Een tweede apeneiland met doodshoofdaapjes opende de deuren. Ten slotte bouwde het park een nieuwe ruimte gewijd aan verschillende soorten lemuren.
In het begin van de zomer van 2008 kende de federale regering Bellewaerde de status van dierentuin toe. Ook dierenwelzijnsorganisatie Gaia publiceerde een positief rapport over het park. Aangemoedigd door dit onderscheid, wilde Bellewaerde deze ingeslagen weg verder versterken in haar politiek. Op 3 juli 2008 opende Savannah, een nieuwe behuizing waar bezoekers zebra's, struisvogels en giraffen kunnen bekijken. Dit was goed voor een investering van 800.000 euro.
In juli 2009 was Bellewaerde 55 jaar open. Om dat te vieren maakte het park gebruik van 55 gezinnen die de nieuwe video inspraken voor Bellewaerde, samen met een videoclip met het nummer Bellewaerde Bellewaerde dat speciaal geremixt werd voor de gelegenheid. In datzelfde jaar was er de competitie Flower Festival.